# Wybory do Parlamentu Europejskiego w Wielkiej Brytanii w 2004 roku
Wybory do Parlamentu Europejskiego VI kadencji w Wielkiej Brytanii zostały przeprowadzone 13 czerwca 2004 roku. W ich wyniku wybrano 78 przedstawicieli tego kraju na pięcioletnią kadencję. Wybory zakończyły się zwycięstwem Partii Konserwatywnej kierowanej przez Michaela Howarda, która otrzymała 26,7% głosów. Partia Pracy Tony’ego Blaira zdobyła poparcie na poziomie 22,3%. Wynik wyborczy obu tych partii uważany jest za porażkę – dla konserwatystów jest to najgorszy wynik w ogólnokrajowych wyborach od 1832 roku, a dla laburzystów od 1918 roku.
Frekwencja była ósmą najniższą frekwencją w całej Unii Europejskiej i wyniosła 38%.
Były to pierwsze wybory w których brali udział mieszkańcy Gibraltaru, ze względu na niewielką liczbę ludności włączonego do okręgu South West England.

## Wyniki

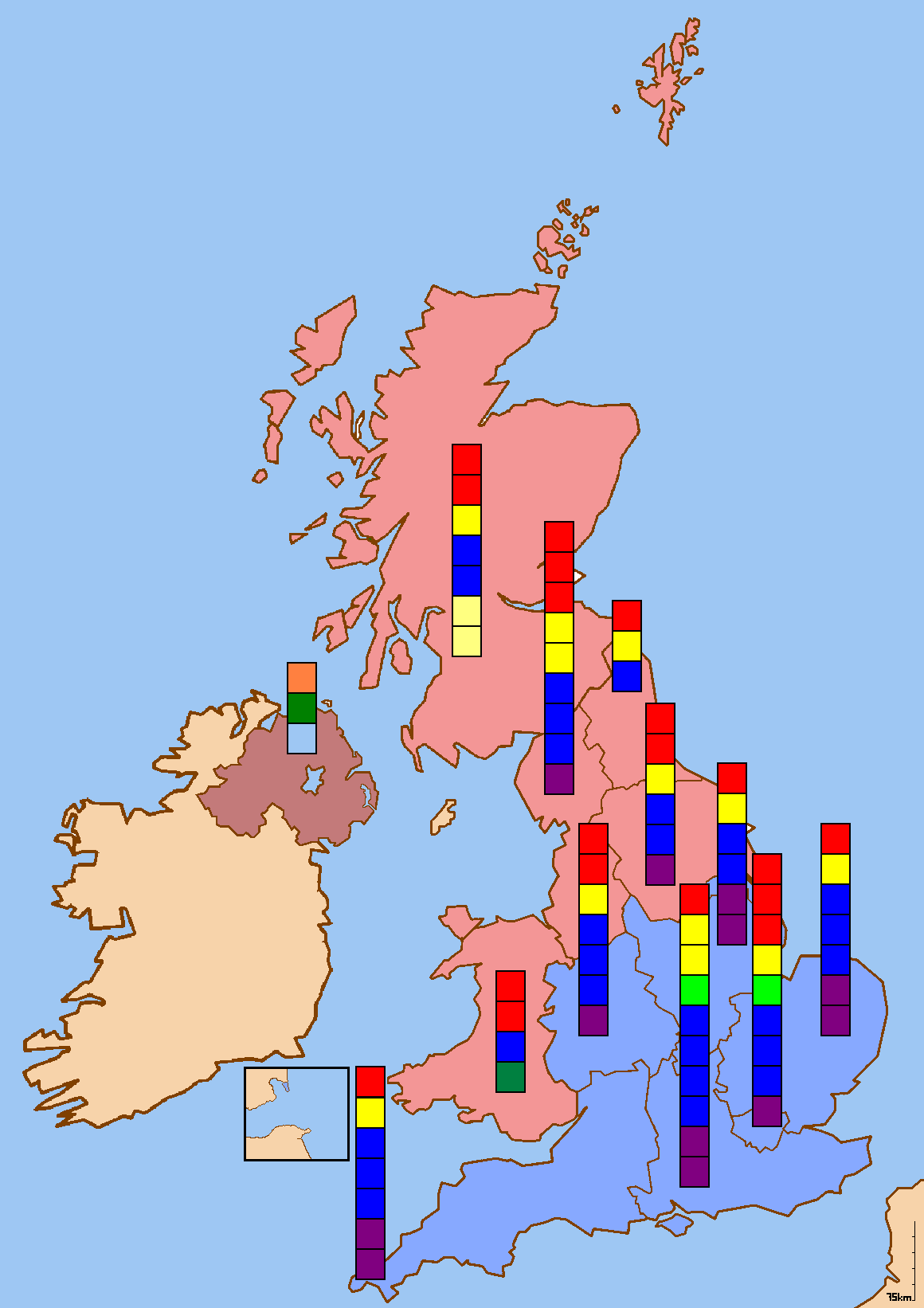
Wyniki wyborów z podziałem na okręgi wyborcze.
Parta Konserwatywna
Partia Pracy
Partia Niepodległości Zjednoczonego Królestwa
Liberalni Demokraci
Partia Zielonych Anglii i Walii
Szkocka Partia Narodowa
Plaid Cymru
Demokratyczna Partia Unionistyczna
Sinn Féin
Ulsterska Partia Unionistyczna

Parta Konserwatywna
     Partia Pracy
     Partia Niepodległości Zjednoczonego Królestwa
     Liberalni Demokraci
     Partia Zielonych Anglii i Walii
     Szkocka Partia Narodowa
     Plaid Cymru
     Demokratyczna Partia Unionistyczna
     Sinn Féin
     Ulsterska Partia Unionistyczna

### Anglia, Szkocja i Walia
| Lista wyborcza                                | % głosów | Liczba głosów | Mandaty |
| --------------------------------------------- | -------- | ------------- | ------- |
| Partia Konserwatywna                          | 26,7     | 4 397 090     | 27      |
| Partia Pracy                                  | 22,6     | 3 718 683     | 19      |
| Partia Niepodległości Zjednoczonego Królestwa | 16,1     | 2 650 768     | 12      |
| Liberalni Demokraci                           | 14,9     | 2 452 327     | 12      |
| Partia Zielonych Anglii i Walii               | 6,3      | 1 028 283     | 2       |
| Brytyjska Partia Narodowa                     | 4,9      | 808 200       | 0       |
| Respect – The Unity Coalition                 | 1,5      | 252 216       | 0       |
| Szkocka Partia Narodowa                       | 1,4      | 231 505       | 2       |
| Plaid Cymru                                   | 1,0      | 159 888       | 1       |
| Pozostali                                     | 4,6      | 744 440       | 0       |

Źródło:.

### Irlandia Północna
| Lista wyborcza                     | % głosów | Liczba głosów | Miejsca |
| ---------------------------------- | -------- | ------------- | ------- |
| Demokratyczna Partia Unionistyczna | 31,9     | 175 761       | 1       |
| Sinn Féin                          | 26,3     | 144 541       | 1       |
| Ulsterska Partia Unionistyczna     | 16,6     | 91 164        | 1       |
| Pozostali                          | 25,2     | 137 811       | 0       |

Źródło:.